# Madison, Mississippi
Madison, Mississippi là một thành phố thuộc quận trong tiểu bang Mississippi, Hoa Kỳ. Thành phố có diện tích 35,5 km², dân số theo điều tra năm 2000 của Cục điều tra dân số Hoa Kỳ là 14.691 người.